# John Somerville

John Somerville wird vor dem Attentat auf die Königin festgenommen (links) und stranguliert sich selbst im Gefängnis (rechts)

John Somerville (* 1560; † 19. Dezember 1583 in London) wurde als Verschwörer gegen Königin Elisabeth I. von England hingerichtet.

## Leben
Somerville, der in Oxford studiert hatte, war das Oberhaupt einer alten katholischen Familie von Landbesitzern, die in Warwickshire und Gloucestershire begütert war. Verheiratet war er mit Margaret Arden, der Tochter des gleichfalls katholischen Edward Arden. Mitte des Sommers 1583 gelangte er zu der Auffassung, er sei auserwählt, der Verfolgung des Katholizismus in England ein Ende zu setzen und dass es ihm bestimmt sei, für das Gemeinwohl zu sterben. Am 24. Oktober erklärte er, dass er sich an den königlichen Hof in London begeben und dort die Königin mit einer Pistole erschießen wolle.
Am folgenden Tag reiste er von seinem Landsitz Edstone nach London ab. Unterwegs machte er kein Geheimnis aus seinem Vorhaben und griff überdies mit gezogenem Schwert einige Personen an, denen er begegnete. Als man ihn festnahm, gestand er seine Absicht, die Königin zu töten und benannte als Mitverschwörer seinen Schwiegervater Edward Arden, dessen Ehefrau, seine eigene Frau und Hugh Hall, einen katholischen Priester, der zu jener Zeit als Gärtner getarnt im Hause der Ardens lebte.
Alle fünf wurden am 16. Dezember 1583 in der Londoner Guildhall unter Anklage der Verschwörung vor Gericht gestellt. Somerville bekannte sich schuldig; seine Mitangeklagten, die sich für nicht schuldig erklärten, wurden wie er selbst durch den Spruch des Assisengerichts zum Tode verurteilt. Hugh Hall und die beiden Frauen wurden jedoch begnadigt.
Am 19. Dezember brachte der Befehlshaber des Tower of London Somerville und Arden zur Hinrichtung in das Newgate-Gefängnis, wo man sie in getrennte Zellen sperrte. Zwei Stunden später fand man Somerville, der sich selbst stranguliert hatte, tot in seiner Zelle auf. Sein Kopf wurde abgetrennt und zusammen mit dem Haupt des am folgenden Tag hingerichteten Arden auf der London Bridge aufgespießt zur Schau gestellt.